# Arequipa (distrito)
O Distrito peruano de Arequipa é um dos vinte e nove distritos que formam a Província de Arequipa, situada no Departamento de Arequipa, pertencente a Região Arequipa, Peru.

## Transporte
O distrito de Arequipa é servido pela seguinte rodovia:
- PE-34A, que liga o distrito de La Joya (Região de Arequipa) à cidade de Juliaca (Região de Puno)
- PE-34C, que liga o distrito de Tiabaya (Região de Arequipa)à cidade de Santa Lucía (Região de Puno)
- AR-115, que liga o distrito de Cerro Colorado à cidade de La Joya[1][2][3]